# Intermedialitet
Intermedialitet är egenskapen som innehas av exempelvis konst eller kommunikation som bygger på att mer än en medieform används. Ett intermedialt verk kan till exempel vara en serietidning, där det verbala mediet (orden) samverkar med det visuella mediet (bilderna). 
Intermedialitet kan även syfta på intermediala studier, ett tvärvetenskapligt forskningsfält där samspel och samverkan inom och mellan medier studeras, till exempel ur semiotiska perspektiv. 

## Intermediala produkter
Det finns mängder av intermediala fenomen: musikvideos, operaföreställningar, emblem, reklamannonser, konceptalbum, allkonstverket, grafisk roman (serieroman), filmaffisch, fanfiction, ekfras. Dessa fenomen tillskrivs vanligtvis den del av intermediala studier som vilar på dess förhistoria, nämligen interartiella studier (eller konstarter i samverkan). Numera ingår även forskning om och undervisning i sådana fenomen som ligger utanför det konstnärliga. Ett sådant konkret exempel är Continuous Glucose Monitoring (CGM) – en sensor som mäter blodsockret på Typ-1 diabetiker. Här möts ny teknologi med kropp, sinne och en kombination av medier i samspel (ord, bild och ton). 
Även när något som uttryckts i ett medium förflyttas till ett annat medium talar man om intermedialitet. Det rör sig då om en intermedial transformation. Ett vanligt förekommande exempel på detta är filmatiseringar, det vill säga berättelser som formulerats i ett textmedium (vanligtvis i bokform) och som förflyttas till det audiovisuella filmmediet.

## Intermediala studier
Tidigare hette detta forskningsfält interartiella studier, och var då mer fokuserat på de konventionella konstarternas interrelationer (till exempel måleri i samverkan med lyrik). Idag har alltså fältet vidgats och omdefinierats.
Forskning om intermediala fenomen går under namnet intermedialitet eller intermediala studier. Det är ett forskningsfält som är stort i bland annat USA och Tyskland. I Sverige är intermediala studier växande - och finns på flera högskolor och universitet. Det startade som universitetsämne vid Lunds universitet, där det fortfarande finns och utvecklas i såväl grundutbildning som i forskning vid Institutionen för kulturvetenskaper. Även Linnéuniversitetet har för närvarande ett betydelsefullt forskningsforum i ämnet som går under namnet Linnaeus University Centre for Intermedial and Multimodal Studies.